# Kitaiwate-gun (Iwate)
Koordinaten: 40° 7′ N, 141° 17′ O
Kitaiwate (jap. 北岩手郡, -gun, dt. „Nord-Iwate“) war ein Landkreis in der japanischen Präfektur Iwate.

## Geschichte
1887 wird der Landkreis Iwate in einen Nordteil (Landkreis Kitaiwate) und einen Südteil (Landkreis Minamiiwate) aufgespalten.
Am 1. April 1889 wird der Landkreis Kitaiwate wird in eine Stadtgemeinde (Machi/Chō) und 10 Dörfer/Landgemeinden (Mura) gegliedert:
- Heute zur Stadt Iwate: Numakunai (沼宮内町, -machi), Midō (御堂村, -mura), Kawaguchi (川口村, -mura), Ikkatai (一方井村, -mura).
- Heute zu Morioka: Shibutami (渋民村, -mura), Makibori (巻堀村, -mura).
- Heute zu Hachimantai: Ōbuke (大更村, -mura), Tairadate (平舘村), Dendō (田頭村, -mura), Terada (寺田村, -mura), Matsuo (松尾村, -mura).

1896 werden Kitaiwate und Minamiiwate erneut zum Landkreis Iwate zusammengelegt.